# Hippodrome Georges du Breil
 (décembre 2022).
Si vous disposez d'ouvrages ou d'articles de référence ou si vous connaissez des sites web de qualité traitant du thème abordé ici, merci de compléter l'article en donnant les références utiles à sa vérifiabilité et en les liant à la section « Notes et références ».
L’hippodrome d'Aurillac ou Hippodrome Georges du Breil est situé en France sur la commune d'Aurillac entre le centre ville et l’aéroport, il longe la quasi-totalité de l’avenue de Tronquières.
Créé en 1821, c'est le deuxième plus ancien hippodrome de France en activité, après celui de Tarbes. 
L'hippodrome d'Aurillac a reçu le nom de Georges du Breil, directeur du Haras du Pin, victime civile, mitraillé par un avion anglo-américain le 8 juin 1944 à Béthon sur la route d'Alençon au Mans.

## Courses
Deux réunions se courent sur l’hippodrome : 
– l’une au mois de juillet dont le programme comprend 3 courses de trot attelé, 3 courses de plat et un steeple-chase ;
– la seconde réunion au mois d’août comprend 5 courses de plat et 2 steeple-chases.
La piste de plat et de trot, d’une longueur totale de 2 000 mètres, est constituée par deux longues lignes droites reliées entre elles par deux tournants assez serrés. Ceux-ci ont été relevés il y a une vingtaine d’années. La ligne d’arrivée du dernier tournant au poteau a une longueur de 550 mètres. La piste en herbe est large (18 à 22 m). Les courses sont donc très régulières et sélectives. 
Un steeple-chase se court en juillet et deux lors de la réunion du mois d’août. Le parcours, très sélectif, comprend 13 efforts dont deux sauts de la rivière. La longueur totale du parcours est de 3 500 mètres. 

## Histoire
L’hippodrome d’Aurillac est né par décret ministériel du 27 mars 1820. De 1821 à aujourd’hui, les courses d’Aurillac se sont déroulées sans interruption, sauf en période de guerre (1871, 1914-1918 et 1939-1945).
Aurillac et Bordeaux furent pendant longtemps les seules villes où se couraient les grands prix de l’époque : les prix royaux du midi. Ces prix avaient été institués par le Comte d’Artois, futur roi Charles X, père du Turf en France. Les Grands Prix royaux furent ensuite étendus sur les huit circonscriptions chevalines : Paris, Tarbes, Toulouse, Pau, Strasbourg, Bordeaux, Saint-Brieuc et Aurillac.
Le 15 juillet 1824, par décision ministérielle, les courses de chevaux d’Aurillac furent élevées au rang de Premier ordre. Un prix principal fut créé et, au cours de la même année, deux prix royaux du midi lui sont affectés.
Le 30 juillet 1843, pour la première fois, des courses sont organisées à Riom-ès-Montagnes, dans l’arrondissement de Mauriac. Ces courses publiques s’ajoutent à celles de Maurs et d’Aurillac. Le Cantal devient alors un point stratégique de l’élevage du cheval de sang en France.
En 1854, l’empereur Napoléon III inaugure l’hippodrome de Longchamp en région parisienne. De ce fait, les courses d’Aurillac s’essoufflent brusquement puisque privées d’allocations du gouvernement. En 1859, la Société des courses du Cantal est menacé de disparition. Elle sera sauvée grâce aux Haras nationaux qui connaissent alors une réussite sans précédent. En 1878, l’armée assure la sécurité sur l’hippodrome et des courses réservées aux purs-sangs arabes sont organisées.
En 1891, alors que les courses parisiennes montent en puissance, le préfet du Cantal est accusé par le ministre de l’agriculture de profiter des courses de l’hippodrome d’Aurillac pour faire sa propagande politique. Cet incident n’entrave pas l’essor de la Société des Courses cette année-là. Le 21 septembre 1901, un cas de tuberculose est décelé sur l’hippodrome. Le 16 mai 1908, le ministre de la Guerre approuve la création d’un steeple-chase militaire au programme des courses du 28 juin 1908 à Aurillac.
En 1937, le ministre de l’Agriculture autorise la Société des courses de Maurs, nouvellement créée, à ouvrir son hippodrome et à y installer le Pari Mutuel. Les courses de Maurs se poursuivront jusque dans les années 1940.
À partir de 1935, la Société des Courses du Cantal se développe de plus en plus. Trois journées ont lieu en 1938 au lieu de deux les années précédentes. Il en résulte un agrandissement du pavillon du pari-mutuel.
Depuis, le nombre de réunions est revenu à deux par an sur l’hippodrome d'Aurillac. 
En 1975, deux bâtiments, abritant une vingtaine de boxes chacun, ont été adjoints à l’ancienne construction située au centre de la cour. Depuis la construction du Haras national et de l’école d’équitation sur le site de Tronquières, dans les années 1980, l’hippodrome s’inscrit désormais dans le « pôle cheval » de la cité géraldienne. 